# ناثان بيلك
ناثان بيلك (بالإنجليزية: Nathan Blake)‏ (27 يناير 1972 بكارديف في المملكة المتحدة - ) هو لاعب كرة قدم بريطاني في مركز الهجوم. شارك مع منتخب ويلز تحت 21 سنة لكرة القدم ومنتخب ويلز لكرة القدم. أما مع النوادي، فقد لعب مع بلاكبيرن روفرز وبولتون واندررز وشيفيلد يونايتد وكارديف سيتي وليدز يونايتد وليستر سيتي ونيوبورت كونتي ووولفرهامبتون واندررز.

## مسيرته الكروية
لعب ناثان بيلك خلال مسيرته الاحترافية مع 7 أندية في عشرون موسمًا وسجل خلالها 152 هدف ضمن 449 مباراة. ولم يفز بأي موسم بالكأس أو بالدوري.
خاض ناثان بيلك مسيرته مع نادي كارديف سيتي في موسم 1990–91 ليلعب معه أربعة مواسم، مشاركًا في 125 مباراة سجل خلالها 35 هدفًا. ثم انتقل إلى نادي شيفيلد يونايتد في موسم 1993–94 واستمر معه طيلة ثلاثة مواسم، حيث شارك في 69 مباراة سجل خلالها 40 هدف. لينتقل بعدها إلى نادي بولتون واندررز في موسم 1995–96 ليلعب معه أربعة مواسم، مشاركًا في 107 مباراة سجل خلالها 38 هدفًا. ثم انتقل إلى نادي بلاكبيرن روفرز في موسم 1998–99 ليلعب معه أربعة مواسم، مشاركًا في 54 مباراة سجل خلالها 13 هدفًا. هذا وانتقل لاحقًا إلى نادي وولفرهامبتون واندررز في موسم 2001–02 واستمر معه طيلة ثلاثة مواسم، مشاركًا في 78 مباراة سجل خلالها 25 هدفًا. ثم انتقل بعدها إلى نادي ليدز يونايتد في موسم 2004–05 لمدة موسم واحد، مشاركًا في مباراتين سجل خلالها هدفًا واحدًا.

## وصلات خارجية
- ناثان بيلك على موقع الاتحاد الدولي (مؤرشف)  (الإنجليزية)
- ناثان بيلك على موقع الاتحاد الأوربي (الإنجليزية)
- ناثان بيلك على موقع قاعدة بيانات كرة القدم.إي يو (الإنجليزية)
- ناثان بيلك على موقع ناشيونال فوتبول تيمز (الإنجليزية)
- ناثان بيلك على موقع Soccerbase.com (لاعب) (الإنجليزية)
- ناثان بيلك على موقع عالم كرة القدم.نت (الإنجليزية)